# Візікаси
Візіка́си (рос. Визикасы, чув. Виçикасси) — село у складі Цівільського району Чувашії, Росія. Входить до складу Малоянгорчинського сільського поселення.
Населення — 144 особи (2010; 147 у 2002).
Національний склад:
- чуваші — 99 %